# Il momento della verità
Il momento della verità è un film del 1965 diretto da Francesco Rosi.
Quinto lungometraggio del regista Rosi, venne presentato in concorso al 18º Festival di Cannes.

## Trama
Miguel è un giovane contadino andaluso; per sfuggire alla miseria parte alla volta di Barcellona, dove, per mantenersi, trova lavoro come manovale. Si lascia poi affascinare dalla tauromachia ed inizia a frequentare un corso da torero, dimostrando un notevole talento. Raggiunge il successo e la ricchezza, ma il suo destino non sarà fausto.

## Produzione
- Sesta e ultima collaborazione di Rosi con Gianni Di Venanzo come direttore della fotografia.
- Prima collaborazione tra Rosi e Pasqualino De Santis come direttore della fotografia (lungo sodalizio che durerà fino all'ultimo film La tregua).

## Accoglienza

### Critica
«Mescolando documentario e finzione, Rosi vuole demolire l'epica della corrida... Ma la retorica e i sospetti di calligrafismo sono abbastanza ingombranti.» ** 

## Riconoscimenti
- 1965 - David di Donatello
  - Miglior regista